# Beylik de l'Ouest
1563–1831
Le beylik de l'Ouest (en arabe : bâylik al-garb) est l'un des trois beyliks (avec les beyliks du Titteri et le Beylik de l'Est) de la régence d'Alger. Il est constitué aux alentours de 1563, et disparaît avec la conquête française. Le département d'Oran sera formé sur les bases de celui-ci en 1848.

## Géographie
Le beylik de l'Ouest est le plus étendu des quatre beyliks de la Régence d'Alger, il correspond dans une large mesure au territoire de l'Oranie. Il s'étend du Maroc à l'ouest jusqu'aux portes d'Alger à l'est et de la méditerranée au nord aux portes du Sahara au sud. Sa capitale historique est Mazouna, puis Mascara et enfin Oran. Les frontières du beylik de l'Ouest demeurent cependant fluctuantes. Oran et Mers el-Kébir sont demeurées sous domination espagnole jusqu'en 1792 (à l'exception de l’intermède de 1708 à 1732).
Tlemcen était la ville la plus importante suivie par Mostaganem et Mascara, les autres villes sont Mazouna, Nedroma, Kalaa, Miliana et Oran après sa reconquête.

## Histoire

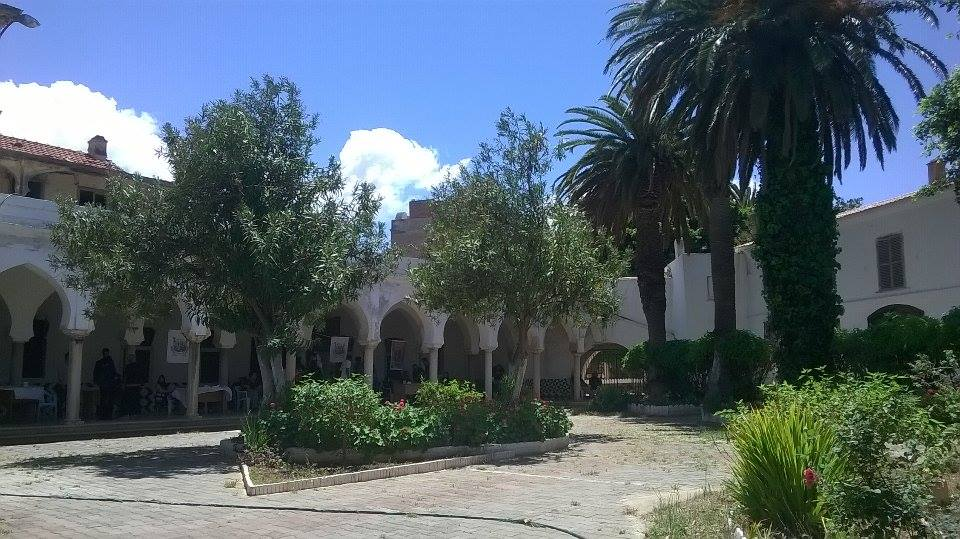
Palais du Bey à Oran.

De retour de Mostaganem en 1563, après sa campagne contre Mers el-Kébir, Hassan Pacha décide de laisser une autorité capable d'exercer le pouvoir étatique, d'assurer la liaison avec Alger et d'organiser la lutte contre les Espagnols.
Hassan Pacha désigne, comme gouverneur de la province, Bou Khedidja: Ce dernier ré-organise la région, il nomme les caïds dans les principales villes et choisit Mazouna dans l'intérieur du pays, comme résidence, il constitue un makhzen de tribus ralliées, en leur accordant des privilèges, et force à l'obéissance les tribus insoumises. Cette organisation appliquée dans l'Oranie, est à l'origine du beylic. Elle sera ensuite étendue dans le Constantinois et en Algérois. Son successeur, Souag de Mazouna continue son œuvre, il lutte contre un soulèvement dirigé par le marabout Mohamed Ben Ali. Les beys Sayah et Saad établissent leur autorité sur les tribus berbères du Dahra. 
Mazouna reste la capitale du beylic jusqu’à la fin du XVIIe siècle, quand le bey Mustapha Bouchelaghem transfère le siège à Mascara, car elle a une position plus centrale. Il prend Oran aux Espagnols en 1708 et en fait sa résidence, mais en 1732, les Espagnols reprennent la ville et Bouchelaghem se réfugie à Mostaganem. En 1748, les Kouloughlis de Tlemcen se révoltent et tentent de constituer une sorte de gouvernement, la révolte sera réprimée. En 1754, une nouvelle révolte s’éclate dans la ville, organisée par le caïd Radjem.
En 1779, Mohamed el Kebir est nommé bey de Mascara, il rétablit l'ordre et organise la province, il délivre Oran de l'occupation espagnole en 1792, cela lui vaut son surnom « el Kebir ». Oran devient la capitale de la province. Après sa mort en 1799, son fils Othman est désigné bey. La province connait à nouveau des difficultés ; principalement, des révoltes de tribus menées par des marabouts et les confréries religieuses : Tidjaniya et Derqaoua.
Après la capitulation d'Alger et l'expulsion du dey Hussein, les forces algériennes des trois beys de Constantine, d'Oran et du Titteri ne se regroupent pas face à l'envahisseur. Les troupes françaises, occupent Oran, le 4 janvier 1831. La soumission du Bey Hassan a provoqué  l'abandon de la ville par sa population, et son remplaçant le Bey Kheireddine ramené de Tunis par les autorités françaises ne changera pas la situation. Les garnisons turques de Tlemcen et Mostaganem font appel aux troupes françaises pour tenter de tenir tête aux soulèvements de la population.